# Lista de pintores do maneirismo
Lista de pintores do maneirismo ordenada de acordo com o sobrenome:

## A
- Hans von Aachen
- Niccolò dell'Abbate
- Livio Agresti
- Alfonso Aldiverti
- Matteo Perez d'Aleccio
- Alessandro Allori
- Cristofano Allori
- Giovanni Anastasi
- Ippolito Andreasi
- Vincenzio Ansaloni
- Michelangelo Anselmi
- Cesare Arbasia
- Cavalier D'Arpino

## B
- Antonio Badile
- Giovanni Balducci
- Camillo Ballini
- Federico Barocci
- Domenico di Pace Beccafumi
- Giovanni Biliverti
- Giovanni Bizzelli
- Ippolito Borghese
- Giovanni Battista Brazzè
- Francesco Brenti
- Hendrick van den Broeck
- Bronzino
- Giulio Bruni
- Giuliano Bugiardini
- Ludovico Buti
- Giovanni Maria Butteri

## C
- Denis Calvaert
- Antoine Caron
- Bartolomeo di Cassino
- Bernardo Castello
- Mirabello Cavalori
- Francesco Cavazzone
- Bernardino Cesari
- Giuseppe Cesari
- Cigoli (Lodovico Cardi)
- Hendrik de Clerck
- Grazio Cossali
- Baldassare Croce
- Francesco Curradi

## D
- Felice Damiani
- Jan van Dornicke
- Giovanni Durante

## E
- El Greco
- Jacopo da Empoli

## F
- Giovanni Antonio Fasolo
- Odoardo Fialetti
- Rosso Fiorentino
- Sebastiano Filippi
- Marcello Fogolino
- Pier Francesco Foschi

## G
- Lattanzio Gambara
- Benvenuto Tisi
- Cristofano Gherardi
- Girolamo da Carpi
- Hendrik Goltzius
- Fermo Guisoni

## I
- Girolamo Imparato
- Bernardino India

## L
- Giovanni Antonio Lappoli
- Tommaso Laureti
- Andrea Lilio
- Luca Longhi
- Aurelio Luini

## M
- Girolamo Macchietti
- Alessandro Maganza
- Lattanzio Mainardi
- Rutilio di Lorenzo Manetti
- Marco Marchetti
- Pietro Marescalchi
- Donato Mascagni
- Lucio Massari
- Giuseppe Mazzuoli
- Francesco Menzocchi
- Andrea di Mariotto del Minga
- Francesco Morandini
- Giovanni Battista Moroni

## N
- Giovanni Battista Naldini
- Cesare Nebbia
- Nosadella
- Carlo Francesco Nuvolone
- Panfilo Nuvolone

## O
- Lelio Orsi

## P
- Benedetto Pagni
- Parmigianino
- Bartolomeo Passarotti
- Domenico Passignano
- Simone Peterzano
- Sebastiano del Piombo
- Bernardino Poccetti
- Pontormo
- Giuseppe Porta
- Francesco Primaticcio
- Camillo Procaccini
- Carlo Antonio Procaccini

## R
- Raffaellino da Reggio
- Giacomo Rocca
- Giulio Romano
- Cristoforo Roncalli
- Matteo Rosselli
- Francesco de' Rossi (Il Salviati)
- Rosso Fiorentino

## S
- Orazio Samacchini
- Maso da San Friano
- Michele Sanmichele
- Scarsellino
- Il Sodoma
- Jan Soens
- Giacomo Stella
- Stradanus
- Francesco Stringa
- Studiolo of Francesco I

## T
- Lazzaro Tavarone
- Santi di Tito
- Michele Tosini

## V
- Francesco Vanni
- Tanzio da Varallo
- Giorgio Vasari
- Otto van Veen
- Marcello Venusti
- Paolo Veronese
- Daniele da Volterra
- Adriaen de Vries

## W
- Joachim Wtewael

## Z
- Giacomo Zanguidi
- Filippo Zaniberti
- Federico Zuccari
- Taddeo Zuccari
- Jacopo Zucchi

## Ordem de nascimento
| Posição | Pessoa                      | Nascimento | Falecimento |
| ------- | --------------------------- | ---------- | ----------- |
| 1       | Jan van Dornicke            | 1470       | 1527        |
| 2       | Giuliano Bugiardini         | 1475       | 1555        |
| 3       | Il Sodoma                   | 1477       | 1549        |
| 4       | Benvenuto Tisi              | 1481       | 1559        |
| 5       | Michele Sanmichele          | 1484       | 1559        |
| 6       | Sebastiano del Piombo       | 1485       | 1547        |
| 7       | Domenico di Pace Beccafumi  | 1486       | 1551        |
| 8       | Giulio Romano               | 1492       | 1546        |
| 9       | Rosso Fiorentino            | 1494       | 1540        |
| 10      | Pontormo                    | 1494       | 1557        |
| 11      | Girolamo da Carpi           | 1501       | 1556        |
| 12      | Parmigianino                | 1503       | 1540        |
| 13      | Bronzino                    | 1503       | 1572        |
| 14      | Francesco Primaticcio       | 1504       | 1570        |
| 15      | Daniele da Volterra         | 1509       | 1566        |
| 16      | Niccoló dell'Abbate         | 1509       | 1571        |
| 17      | Francesco de' Rossi         | 1510       | 1563        |
| 18      | Giorgio Vasari              | 1511       | 1574        |
| 19      | Giambattista Moroni         | 1520       | 1578        |
| 20      | Antoine Caron               | 1521       | 1599        |
| 21      | Paolo Veronese              | 1528       | 1588        |
| 22      | Federico Barocci            | 1528       | 1612        |
| 23      | Taddeo Zuccari              | 1529       | 1566        |
| 24      | Aurelio Luini               | 1530       | 1592        |
| 25      | Orazio Samacchini           | 1532       | 1577        |
| 26      | Alessandro Allori           | 1535       | 1607        |
| 27      | Santi di Tito               | 1536       | 1603        |
| 28      | Cesare Nebbia               | 1536       | 1622        |
| 29      | Denis Calvaert              | 1540       | 1619        |
| 30      | El Greco                    | 1541       | 1614        |
| 31      | Federico Zuccari            | 1543       | 1609        |
| 32      | Matteo Perez d'Aleccio      | 1547       | 1616        |
| 33      | Hans von Aachen             | 1552       | 1615        |
| 34      | Cristoforo Roncalli         | 1552       | 1626        |
| 34      | Adriaen de Vries            | 1556       | 1626        |
| 35      | Bernardo Castello           | 1557       | 1629        |
| 36      | Hendrik Goltzius            | 1558       | 1617        |
| 37      | Baldassare Croce            | 1558       | 1628        |
| 38      | Cigoli                      | 1559       | 1613        |
| 39      | Domenico Passignano         | 1559       | 1638        |
| 40      | Camillo Procaccini          | 1561       | 1629        |
| 41      | Francesco Vanni             | 1563       | 1610        |
| 42      | Joachim Wtewael             | 1566       | 1638        |
| 43      | Cavalier D'Arpino           | 1568       | 1640        |
| 44      | Lucio Massari               | 1569       | 1633        |
| 45      | Rutilio di Lorenzzo Manetti | 1571       | 1639        |
| 46      | Cristofano Allori           | 1577       | 1621        |
| 47      | Panfilo Nuvolone            | 1581       | 1651        |
| 48      | Giovanni Biliverti          | 1585       | 1644        |
| 49      | Giuseppe Mazzuoli           | 1644       | 1725        |